# Duna 45

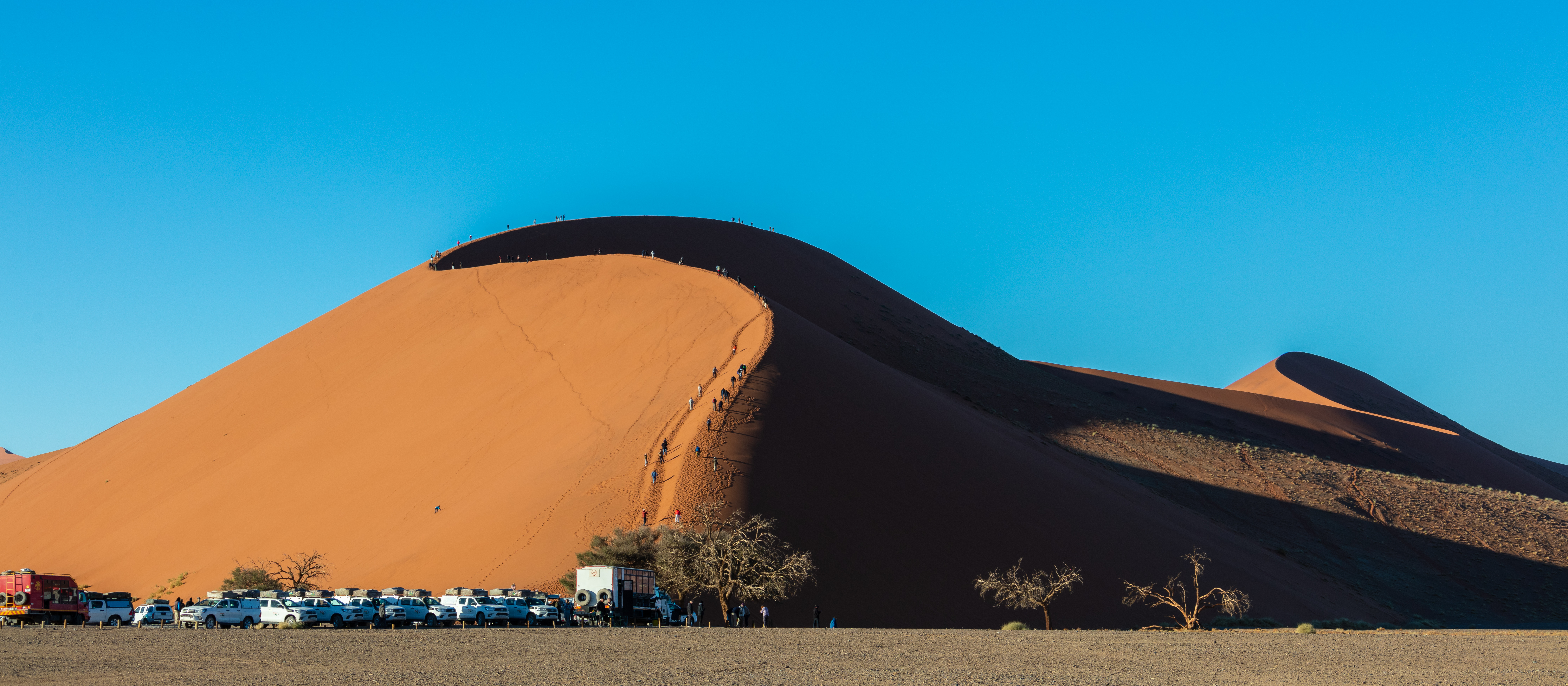
Vista general de la duna poco después de la salida del sol.

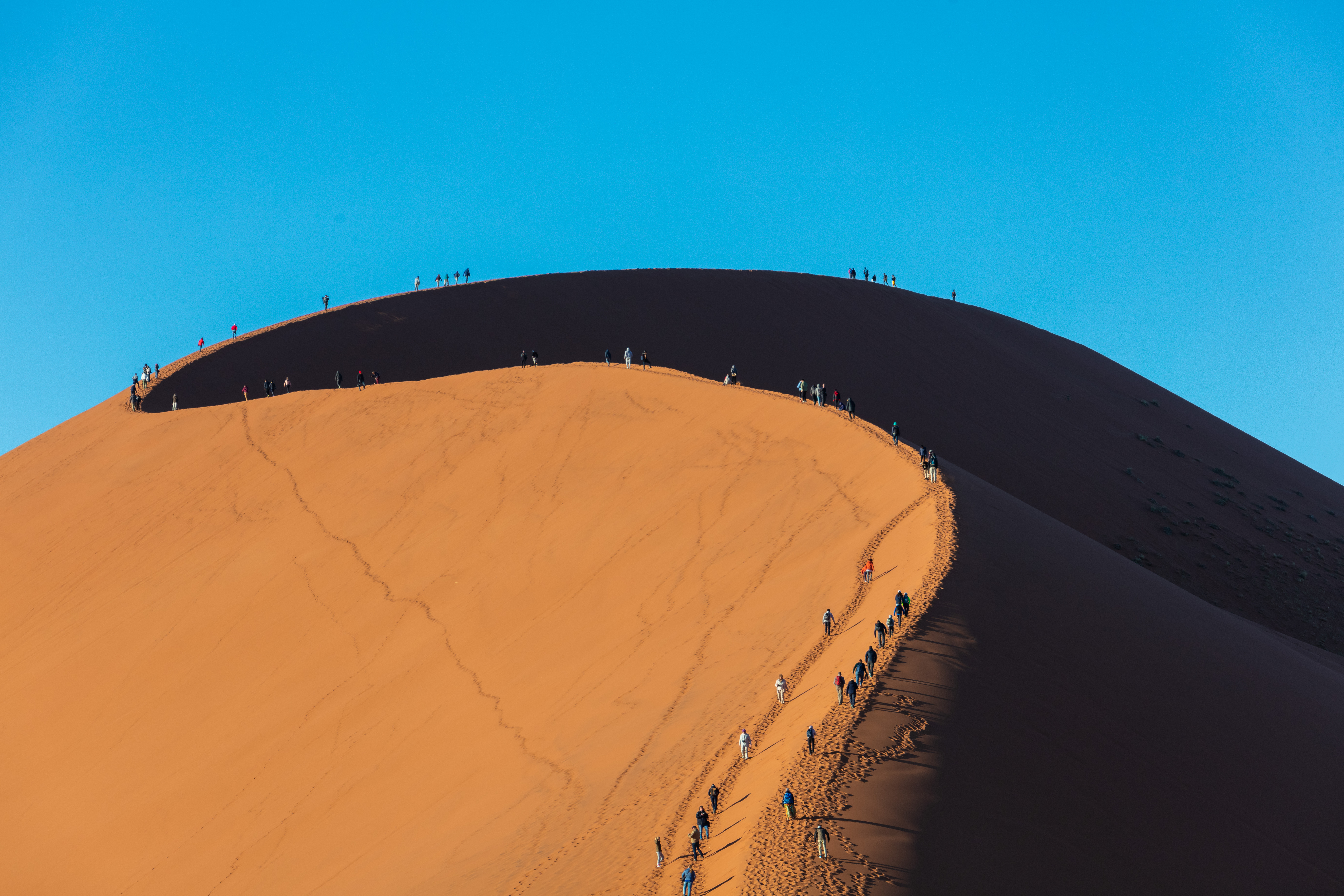
Detalle de turismas en el lomo de la duna.

Duna 45 es una duna de estrella situada en el área de Sossusvlei, en desierto de Namib en Namibia. Su nombre se debe a que se encuentra en el punto kilométrico 45 de la carretera que conecta la entrada a Sesriem y Sossusvlei. Con una altura de 170 m, está compuesta de arena que data de unos 5 millones de años, detrito acumulado por el río Naranja del desierto Kalahari y posteriormente desplazado por el viento hasta su localización actual.
Por el hecho de estar situada muy cerca de la carretera principal del parque es una de las atracciones del parque, particularmente tras la salida del sol o poca antes de que se ponga, cuando uno de sus lados está en sombra. El acceso es libre y son muchos los visitantes de Sossusvlei que suben por su loma.